# Ken Kavanagh
Ken Kavanagh,  avstralski dirkač Formule 1 in motociklističnega prvenstva, * 12. december 1923, Melbourne, Avstralija, † 26. november 2019, Bergamo, Italija.
V motociklističnem prvenstvu je sodeloval med sezonama 1951 in 1956 ter v sezoni 1959. V tem času je nastopil na osemintridesetih dirkah, na katerih je dosegel pet zmag in štiriindvajset uvrstitev na stopničke. V sezoni 1958 je nastopil na dveh dirkah Formule 1, toda na dirki za Veliko nagrado Monaka se mu ni uspelo kvalificirati na dirko, na dirki za Veliko nagrado Belgije pa zaradi okvare dirkalnika sploh ni štartal.

## Popolni rezultati Formule 1
(legenda) (odebeljene dirke pomenijo najboljši štartni položaj, poševne pa najhitrejši krog, †-uvrščen kljub odstopu)
| Leto | Moštvo       | Šasija        | Motor               | 1   | 2       | 3   | 4   | 5       | 6   | 7  | 8   | 9   | 10  | 11  | Prv | Toč |
| ---- | ------------ | ------------- | ------------------- | --- | ------- | --- | --- | ------- | --- | -- | --- | --- | --- | --- | --- | --- |
| 1958 | Ken Kavanagh | Maserati 250F | Maserati Straight-6 | ARG | MON DNQ | NIZ | 500 | BEL DNS | FRA | VB | NEM | POR | ITA | MAR | -   | 0   |